# Cronica lui Huru
Cronica lui Huru sau Izvodul lui Clănău a fost o narațiune falsificată, publicată pentru prima dată în 1856–1857; se pretindea a fi o cronică oficială a curții medievale moldovenești care ar fi aruncat lumină asupra prezenței românești în Moldova din Dacia romană până în secolul al XIII-lea, oferind astfel o explicație a problemelor legate de originea românilor și de istoria românească în Evul Mediu. Publicată și susținută de intelectualii naționaliști romantici Gheorghe Asachi (care a editat versiunea publicată) și Ion Heliade Rădulescu, s-a susținut că ar fi fost opera paharnicului Constantin Sion (sau a unui alt membru al familiei sale) sau a lui Gheorghe Săulescu, prietenul și colaboratorul de-o viață al lui Asachi.

## Ediții
La 23 mai 1856, boierul Gheorghe Boldur Costache, „șeful oastei Moldovei, cavaler a mai multor ordine”, i-a trimis lui Gheorghe Asachi un manuscris pe care pretindea că l-a descoperit, susținând că provine din secolul al XV-lea. În scrisoarea însoțitoare, el cerea ca fragmentul să fie tipărit pe cheltuiala sa în o mie de exemplare, împreună cu o „Prefață”, în care explica: „Lumina ce poate produce în filile Istoriei acest tratat las a se degiudeca și a se comenta de cătră literați; eu, mulțemit în conștiința mea de a putea contribui la un rezultat atât de însămnător pentru Istoriea Patriei, mă măgulesc că nu l-am lăsat a zăcea, ca până acuma, în întuneric, supus fatalităței a peri ca multe și foarte interesante alte manuscripte”.
Textul a fost publicat sub titlul „Fragment istoric [al Cronicei vechi latine], scris în vechea limbă română din 1495 [de spătarul Petru Clănău]. Scos la lumină în Moldova la 1856 [de Gh. Asachi prin îngrijirea lui Gh. Boldur-Kostaki]”. Tipărirea a fost realizată la Institutul Albinei Române din Iași. Pagina de titlu, scrisoarea și prefața au fost redactate în alfabet de tranziție, iar textul propriu-zis al cronicii în alfabetul chirilic.
Broșura cuprindea și o pagină de facsimil al manuscrisului „original”, cu semnătura și sigiliul vel spătarului Petru Clănău. O notă explicativă plasată pe contrapagina foii de titlu descrie  documentul sursă care era scris pe hârtie pergament și compus din opt file legate cu un găitan roșu. Pe coperta publicației apare mențiunea: „conform cu voința editorului, acest fragment istoric se împărțește gratis cu Gazeta de Moldaviea” (noul nume purtat de Albina Românească după 1850).
Același text a fost reprodus integral în numerele din lunile iulie-august 1856 ale revistei Foaie pentru minte, inimă și literatură, suplimentul cultural al Gazetei de Transilvania apărut la Brașov.
În primă sa ediție a cronicii apocrife, Asachi nu a dat curs rugăminții lui Boldur Costache de a publica și o „traducere” a documentului în limba română modernă „spre a putea înlesni înțălegerea originalului vechi”. Refuzul său a fost interpretat drept un indiciu că literatul cunoștea foarte bine atât trecutul țării cât și pe contimporanii săi, bănuind de la bun început că Fragmentul istoric „nu e decât o falșificațiune tendențioasă, probabil că chiar mirosea pe falșificatori”.
În schimb, în 1859 Asachi a publicat o traducere franceză a acestui text în volumul său Nouvelles historiques de la Moldo-Roumanie. În „Prefața” lucrării, editorul salută descoperirea recentă a acestui manuscris care umple una dintre lacunele istoriei românilor. „Acest fragment din anul 1495 scris în vechea limbă română, interesant și sub raport filologic, îl oferim în traducere literaturii europene. Originalul însuși, greu de înțeles pentru românii moderni, demonstrează în plus afinitatea sa cu limba mamă și schimbările pe care timpul și cultura literelor le-au operat în reforma sa, dovedind că este susceptibilă de o mare perfecțiune.”

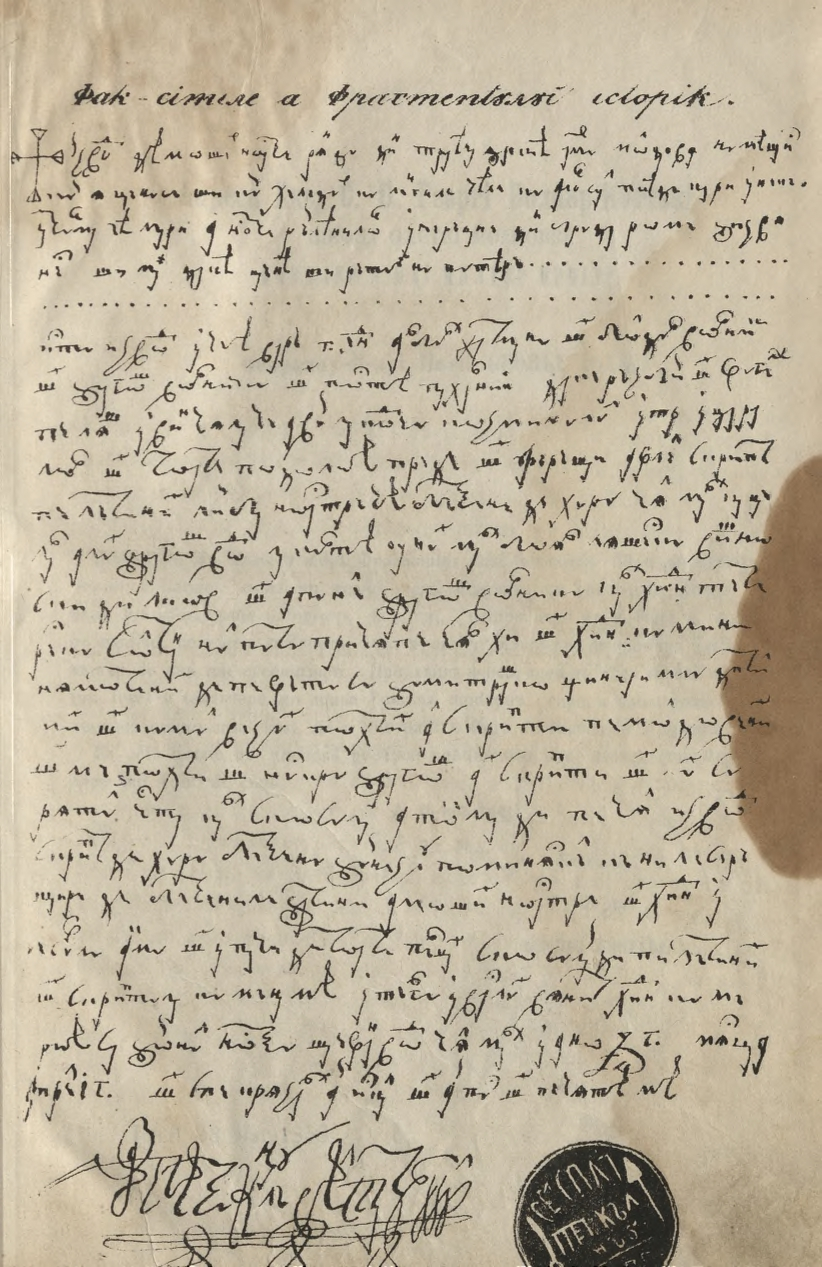
Facsimilul manuscrisului din 1856 - scrierea cursivă folosită a fost unul din principalele argumente ale falsității documentului

O nouă ediție a cronicii a apărut în 1861 la București, publicată în primul număr al Revistei Române a lui Alexandru Odobescu. Textul era intitulat „Izvodul spătarului Clănău” și precedat de o introducere de 13 pagini „Despre Izvodul spătarului Clănău” semnată de Grigore Ioan Lahovari, care a și consacrat acest nou nume al documentului. Ediția din revistă cuprindea și reproducerea în facsimil a unui fragment de la începutul și sfârșitul manuscrisului. În același an a apărut și o ediție separată Isvorul spatharului Clanau explicat și annotat de Greg. I. Lahovari, Doctor în Drept, tipărită la Imprimeria Națională a lui Ștephan Rassidescu din București.
În 1862, Aron Pumnul a reprodus textul în tomul al treilea al Lepturariului rumînesc publicat la Viena pentru uzul elevilor din clasele a V-a și a VI-a ale gimnaziului de sus. Fragmentul este intitulat „Frîntură istorică, scrisă de Hurul latinesce, trădusă de Petru Clănău, secretariul lui Stefann cell Mare la 1495 în rumînesce (Esplicată și resfirată pe înțieles de Giorgiu Săulescul)”. Sunt dispuse pe pagină în paralel (juxtă) versiunea „modernă”, redactată cu alfabet latin și versiunea originală a manuscrisului, cu alfabet de tranziție. Având un scop didactic, antologia lui Aron Pumnul a asigurat o popularitate largă documentului moldovenesc și în rândul românilor din Imperiul Austriac.
O ultimă ediție separată a apărut în 1879 la Focșani sub titlul „Fragment istoric al Moldo-Românilor [de] Campoducele Arbore. Cronograph prescris dupe autor, de Hurul mare cancelar al ducelui Dragoș”. În descrierea documentului se menționează că el ar fi fost tradus în Moldova de Petru Clănău, mare spătar sub Ștefan cel Mare, în târgul Vaslui, la anul 7003 august 13 (?). „Apoi dupe ce au fost întru căt-va prefăcut în limba modernă de philologul român Spătarul George Săulescu, s'a imprimat în fine pentru prima oară prin îngrijirea Logofătului Costake Boldur, într'un almanach pe 1857, al repausatului de eternă memorie G. Asaki.”
Alte reproduceri integrale sau parțiale ale cronicii au apărut inserate în cadrul unor publicații ulterioare. În 1885, Grigore Tocilescu a reprodus întregul document cu alfabet chirilic în articolul său „Izvodul Spătarului Clănău” din seria de „Studii critice asupra cronicelor române” publicate în Revista pentru istorie, archeologie și filologie din București. Textul este însoțit de facsimilul litografiat al manuscrisului, preluat din ediția din 1856 a lui Asachi pentru compararea cu alte documente autentice din epocă. În 1887, Simeon Mangiuca a publicat o traducere în limba germană a cronicii în cadrul unui articol apărut în Romänische Revue din Reșița.

## Conținut
Documentul pretindea a fi versiunea unui text din secolul al XIII-lea, bazându-se pe informații consemnate inițial de un anume „campodux Arbore” și editate în limba latină medievală de Huru, înfățișat drept cancelar al fondatorului Moldove, voievodul Dragoș (care, conform textului, ar fi domnit între anii 1270-1280). Versiunea finală se pretindea a fi o traducere a cronicii lui Huru în limba română prin intervenția spătarului Clănău, un membru al curții lui Ștefan cel Mare, de la sfârșitul secolului al XV-lea. Conform epilogului redactat de acesta din urmă, căpeteniile de oști ale lui Ștefan cel Mare ar fi descoperit cronica lui Huru la Liov, pe atunci parte a Poloniei jagellone, „la curtea unui mare boier leșesc Vișnovski”, în timpul expediției de jaf din Podolia și Galiția de după bătălia de la Codrii Cosminului.
Bogdan Petriceicu Hasdeu a relatat episodul cu reținere în Ioan Vodă cel Cumplit (1865): „Apoi Ștefan cel Mare, în războiul său cu polonii, ajunse cu fier și sabie până sub murii acestei capitale, pustiind într-un mod înfricoșat toate satele dimpregiur și chiar mahalalele, și se zice noi nu ne pronunțăm se zice că în jaful palatului unui magnat galițian ar fi găsit acolo cea mai veche cronică moldovenească, descoperită zice-se în anii trecuți sub numele de Cronica lui Huru.”

### Rezumat
Cronica începe prin a sublinia continuitatea dintre coloniștii romani din regiune și locuitorii Moldovei: în 274, când împăratul Aurelian a ordonat trupelor sale să se retragă din zonele de la nord de Dunăre, coloniștii s-au adunat la Iași și au votat să rămână pe poziții și să reziste intruziunilor popoarelor migratoare. Prin urmare, au decis să se organizeze ca o republică federală care se întindea de la Carpați la vest până la Nistru la est.

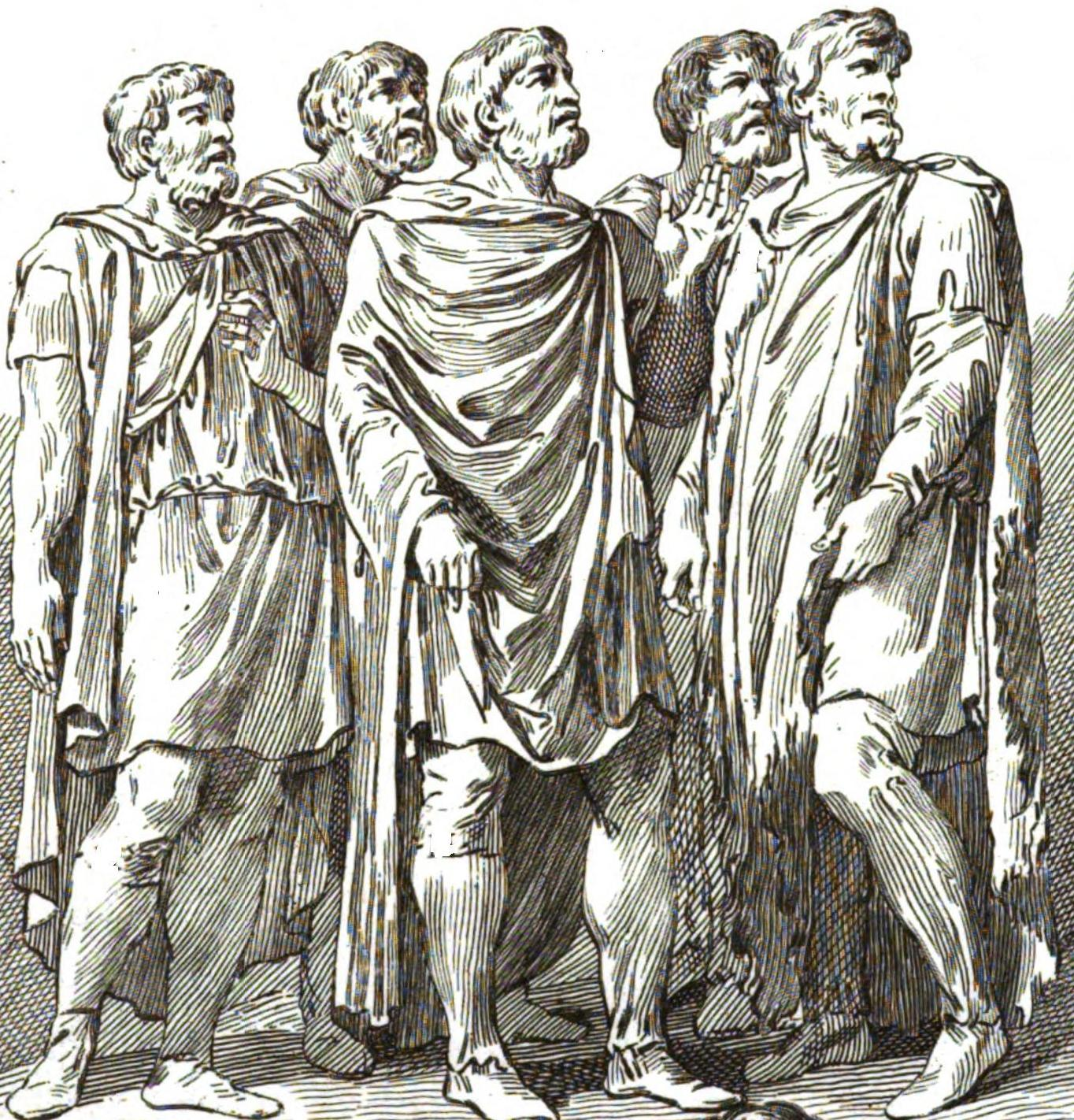
Figuri de daci din imaginarul istoric al epocii (gravură a lui Michel-François Dandré-Bardon după Columna lui Traian, 1774)

Din punct de vedere administrativ, țara a fost împărțită în trei regiuni („giudețe”) delimitate de marile râuri: una de la munți până la Siret cu capitala la Roman, alta de la Siret până la Prut, cu capitala la Bârlad și a treia de la Prut până la Nistru cu capitala la Lăpușna. În aceste orașe își avea reședința câte un mare jude, administratorul civil și judecătorul regiunii respective, asistat de doisprezece consilieri numiți „pretorieni”. În fruntea întregii acestei ierarhii era un senat compus din funcționarii înalți superiori numiți „kokii veachi”.
Existau două feluri de armată. Armata permanentă și salariată își avea garnizoanele în cetăți și orașe. O a doua armată, un fel de gardă civică, era compusă din locuitorii satelor, sub comanda moșnenilor. Locuitorii anumitor orașe erau scutiți de dări și făceau serviciul militar fără soldă.
Sunt descrise cu lux de amănunte însemnele tuturor dregătoriilor, veșmintele purtate, culoarea togilor, a căptușelilor, a șireturilor și a nasturilor pentru fiecare categorie. După o întrerupere a descrierii, cronica este reluată cu lista dregătoriilor dintr-un moment istoric a cărei dată nu se poate preciza.
Cronica relatează că barbarii treceau prin țară fără ca republica să sufere vreun neajuns, iar împreună cu ei românii prădau de multe ori Imperiul Bizantin. Românii de peste Dunăre s-au răsculat împotriva împăratului roman de răsărit pe care l-au învins sub conducerea a trei frați: Petru, Asan și Ioan. Cel dintâi a fost încoronat de către Papa, dar „împărăția” pe care a întemeiat-o s-a destrămat apoi sub urmașii săi.
Dimpotrivă, republica română din Moldova era tot mai înfloritoare, iar românii care trăiseră până atunci în pace cu barbarii s-au ridicat împotriva lor și i-au alungat pentru totdeauna din țară, hotărând să nu mai primească limbi străine în patrie.
Întărirea puterii ungurilor a provocat neliniștea românilor din Transilvania și Maramureș. Negru Vodă trece munții din Făgăraș în Muntenia (numită „Galiția”) și este ales domn acolo. Românii din Maramureș, în frunte cu Dragoș, trec munții în Moldova. Ei sunt întâmpinați de Boldur, marele jude de Bârlad și socrul lui Dragoș, care strânge adunarea obștească și le împarte pământuri.
Ungurii împreună cu leșii au atacat republica moldo-românilor în două rânduri dar au fost învinși. În al doilea război (1283), românii i-au alungat pe unguri până la Buda, pe polonezi până la Cracovia, iar peste Nistru au ajuns până la Buh. Drept răsplată, Dragoș a fost ales domn și vodă pe oastea toată (1288), primind ca însemn să poarte la căciulă „albă pană măndrită cu Capdebou și cu scumpe chetri”. Dragoș a domnit 4 ani, 7 luni și 3 zile, fiind urmat de fiul său Sas.

### Personaje și voci auctoriale
Cea mai mare parte a textului cronicii, de la relatarea retragerii aureliene și până la alungarea barbarilor din republica Moldova, înaintea descălecatului, este atribuită campoducelui Arbore. Câteva rânduri din introducere (exordiul) și partea referitoare la descrierea evenimentelor începând de la creșterea puterii ungurilor în Ardeal până la domnia lui Sas sunt atribuite cancelarului Huru. În fine, epilogul cronicii, care relatează împrejurările descoperirii „izvodului” la Liov și ale traducerii sale ulterioare de la Vaslui, este redactat și semnat de către spătarul Clănău.
Dintre toți, rolul cel mai vechi și mai venerabil îi revine campoducelui Arbore. Titlul de „campoduce”, cu izul său arhaic, era destul de popular printre autorii de scrieri istorice de la jumătatea secolului al XIX-lea. Ion Heliade Rădulescu a explicat prestigiul său deosebit în rândul populației românești punându-l într-o legătură fantezistă cu legenda sfântului mucenic Sava Stratilatul (sec. al III-lea d.Hr.) adorat ca martir al cauzei pentru independența creștină a Daciei! „Titlu de campodux remase sacru între Români, cu acesta revestia pe capii lor generali și mai târziu se traduse pe slavonesce în Voivod și apoi Vodă”. Enciclopedia Română din 1898 îi explică înțelesul drept „comandant de trupe, oștean mare”. Asachi îl traduce în franceză ca „chef d’armée”, iar Mangiuca îl redă în germană ca „Feldherr”.
În Cronica lui Huru, acest cuvânt are însă și un sens mai special. La organizarea militară a țării, celor trei regiuni în care a fost împărțită le corespund și trei comandanți care poartă titluri diferite după cetatea lor de scaun. Cel care își avea sediul la Baia se numea „consul”, cel de la Iași se numea „prefeact”, iar cel de la Chilia „campodux”. Acesta din urmă avea nu doar comanda legiunii și a pârcălabilor și căpitanilor din cetăți, ci și pe aceea a questorilor armatei de vase. Aron Pumnul redă acest titlu militar prin „duce câmpestru”, care poartă cu gândul la „hatmanul de câmp” al coroanei polone.
Prin urmare, campoducele Arbore ar fi fost un mare comandant militar al cetății Chilia care ar fi trăit între 1230 și 1280. Niciun alt izvor istoric nu confirmă însă nimic despre existența acestui personaj fictiv. Cel mai vechi membru cunoscut al familiei a fost pârcălabul de Neamț Luca Arbore, care a trăit în secolul al XIV-lea și este atestat de numeroase documente. Iar cei mai faimoși membri au fost hatmanul Luca Arbore, care a trăit în vremea lui Ștefan cel Mare și hatmanul Mihu Arbore, din vremea lui Petru Rareș și Ștefan Lăcustă. Acesta din urmă a fost imortalizat de Gheorghe Asachi în propriul său personaj „Campoducele Arbore” din drama istorică Petru Rareș.
Și mai puține lucruri se pot spune despre cancelarul Huru. Spre deosebire de campoduce, care nu se exprimă direct în cronică, amprenta auctorială a cancelarului este explicită: „Și istu izvod scriptu-l am eu Huru mare canțălar a Vodă Dragoș cum l-aflăiu scriptu din zule bătrăne de Arbore Campoducsu.” Prin funcția sa de cancelar sau logofăt, el ar fi fost familiarizat cu redactarea documentelor oficiale ale curții, inclusiv în limba latină. Aportul său este mult mai redus decât al predecesorului său și nu relatează decât evenimente al căror contemporan a fost. La fel ca în cazul lui Arbore, nu există documente din vremea lui Dragoș I care să confirme dregătorii de la curtea acestuia. În schimb există numeroase documente din perioada imediat următoare a primei jumătăți a secolului al XIV-lea, în care numele acestei familii boierești nu apare.

## Impact și caracter
Cronica lui Huru a fost publicată în ultima perioadă a principatului moldovenesc, cu trei ani înainte de unirea țării cu Țara Românească, în urma Războiului Crimeii, într-o perioadă în care cele două Principate Dunărene erau plasate sub protecția comună a Regatului Unit al Marii Britanii și Irlandei, a celui de-al Doilea Imperiu Francez, a Prusiei, a Regatului Sardiniei și Piemontului, a Imperiului Austriac și a Imperiului Rus. În urma interesului stârnit de aparenta descoperire a documentului, principele Grigore Alexandru Ghica a ordonat ca acesta să fie evaluat de o comisie de experți (formată din Constantin Hurmuzachi, Mihail Kogălniceanu, August Treboniu Laurian, Gheorghe Săulescu, Theodor Codrescu, Damaschin Bojincă, Simion Bărnuțiu și Gheorghe Asachi). Comisia a concluzionat că cronica era un fals, în timp ce susținătorii cronicii au susținut că originalul fusese pierdut.
Potrivit istoriografului Lucian Boia, falsificarea era în legătură clară cu contextul său istoric. Menționarea unei frontiere pe Nistru încă din anul 274 avea scopul de a sublinia stăpânirea istorică asupra Basarabiei, o regiune pierdută ulterior în favoarea Rusiei, în timp ce menționarea obiceiurilor republicane încerca să atribuie Moldovei o tradiție democratică. Mai mult, autorii și susținătorii falsului aveau ca scop politic dovezi ale specificității moldovenești și, în general, se opuneau proiectelor de unire cu Țara Românească, așa cum erau propuse de Partida Națională și evaluate de Conferința de la Paris — Asachi a criticat unirea, în timp ce Sion a considerat-o „un proiect al nebunilor”. În plus, textul despre care se presupune că ar fi fost redactat de Clănău în 1495 folosea limba română, urmărind să transporte primele înregistrări ale limbii cu câteva decenii în urmă (vezi Scrisoarea lui Neacșu); analiza limbii folosite a fost principalul indiciu în descoperirea falsului.
Tăndu să știre deati de la împărăție la diregătorii toți cum cități și târguri din Traeana Dache toată răsăpească și jărăștisă și sate toate și diregătorii toți cu leghioanile și toți moșneanii cu a lor săi șărbi și popul tot cu dobitoace și cu bunu lor tot să dicindea Dunarii cură a primenire n Misiea. De a tare toți știre polzuiră cum auză. Și dea sărgu cu ovilă mare blemă toți a să la Iași străngerea in cea mare legioanei curte a Traian marele ș acolo in disănea slimuească toți inante de atare primeanire. Și tăndu colo sosirea numace jăriște cea mare curte află. Că cii diregători leghionului brudeai hiind și nu matori și dea bunuri plini și vonicii nămiți nu vătrași cum a primenire n Misiea știre la mănă le sosă nu pesti a cu alalți diregători și moșneni intrebăciune și slim făcearu Stîjără curtea jărăști și șirui cu leghiona spe Capuboului a cură deacindea Dunarii. Și a tare faptu și pacoste tot făptuirea și alalte leghioane nămite și nu vătrașe și nu de moșii diregători averea, Jărăștirî cu totului tot cele mari și măndre cetăți Capubou și Chiliea și Tira. Ma moșneanii și toți armașii care vătrași hirea pesti a loculea inante cu bătrănii și moșneanii toți slimuească și intr Urma cum bine păreasăva facear.
Cronica, despre care mulți încă susțineau că ar fi fost autentică, a fost folosită în special ca sursă de Ion Heliade Rădulescu în lucrarea sa Elemente de istoria românilor (1860), și în cele din urmă dovedită a fi falsă de lingvistul Alexandru Philippide în 1882.